# インカ帝国

タワンティン・スウユ
Tawantinsuyu

国の標語: Ama llulla. Ama suwa. Ama qella.
（ケチュア語: 嘘をつくな。盗むな。怠けるな。）

インカ帝国（インカていこく、スペイン語: Imperio Inca、ケチュア語: Tawantinsuyu（タワンティン・スウユ））は、南アメリカのペルー、ボリビア（チチカカ湖周辺）、エクアドルを中心にケチュア族が築いた帝国。文字を持たない社会・文明であった。首都はクスコ。
世界遺産である15世紀のインカ帝国の遺跡「マチュ・ピチュ」から、さらに千メートル程高い3,400mの標高にクスコがある。1983年12月9日、クスコの市街地は世界遺産となった。
前身となるクスコ王国は13世紀に成立し、1438年のパチャクテク即位による国家としての再編を経て、1533年にスペイン人のコンキスタドールに滅ぼされるまで約200年間続いた。最盛期には、80の民族と1,600万人の人口をかかえ、現在のチリ北部から中部、アルゼンチン北西部、コロンビア南部にまで広がっていたことが遺跡および遺留品から判明している。
インカ帝国は、アンデス文明の系統における最後の先住民国家である。メキシコ・グアテマラのアステカ文明、マヤ文明と対比する南米の原アメリカの文明として、インカ文明と呼ばれることもある。その場合は、巨大な石の建築と精密な石の加工などの技術、土器や織物などの遺物、生業、インカ道路網を含めたすぐれた統治システムなどの面を評価しての呼称である。なお、インカ帝国の版図に含まれる地域にはインカ帝国の成立以前にも文明は存在し、プレ・インカと呼ばれている。
インカ帝国は、被征服民族についてはインカ帝国を築いたケチュア族の方針により比較的自由に自治を認めていたため、一種の連邦国家のような体をなしていた。

## 国名
ケチュア語で、「タワンティン」とは、「4」を意味し、「スウユ」とは、州、地方、文脈によっては国を表す。訳すと「四つの邦」という意味である。
「四つの邦（スウユ）」とは、
1. クスコの北方の旧チムー王国領やエクアドルを含む北海岸地方のチンチャイ・スウユ（スペイン語版、英語版）（ケチュア語: Chinchay Suyo、「北州」）
2. クスコの南側からチチカカ湖周辺、ボリビア、チリ、アルゼンチンの一部を含むコジャ・スウユ（スペイン語版、英語版）（ケチュア語: Colla Suyo、「南州」）
3. クスコの東側のアマゾン川へ向かって降るアンデス山脈東側斜面のアンティ・スウユ（スペイン語版、英語版）（ケチュア語: Anti Suyo「東州」- アマゾンのジャングル）
4. クスコの西側へ広がる太平洋岸までの地域のクンティ・スウユ（スペイン語版、英語版）（ケチュア語: Conti Suyo、「西州」）

の4つを指す。4つのスウユへは全てクスコから伸びる街道が通じており、インカの宇宙観に基づいて4つの区分を象徴するよう首都のクスコも設計されていた。
なお、インカとはケチュア語で王（ないし皇帝）を意味する言葉だった。スペイン人はこの言葉を初めはケチュア族をさす言葉として使われ、次第に国をさす言葉として発音および使うようになった。

## 歴史

### 考古学期 ・ アンデス文明

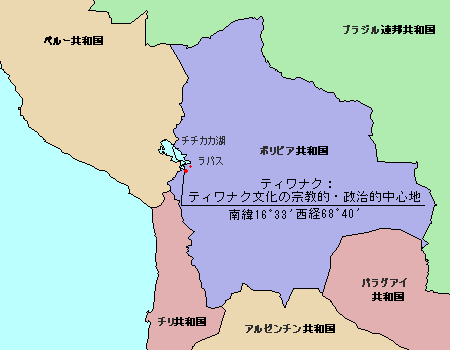
ティワナク文化の位置

アンデス文明はおそらくBP約9,500年（約紀元前7500年）ころまでに始まったと考えられている。インカの祖先は、現在「プーナ」と呼ばれているペルーの高原地方を根拠に遊牧民族として暮らしていたと思われている。この地勢条件により、彼らの身体は低身長化、体型の頑健化という特徴をもって発達した。平均身長は、男性が1.57m、女性が1.45mであった。高地に適応するため、彼らは他地域の人々に比べ肺活量が30パーセントほど大きくなり、心拍数も少なく、血液の量も他地域の人々より多い2リットルとなり、ヘモグロビン量も2倍以上であったことが遺体から推測されている。
アンデスの研究者らは、約500年間にわたり偉大な国家権力の行政資本と儀式により栄えたチチカカ湖地方のティワナクをインカ帝国の最も重要なさきがけ（プレ・インカ）のひとつとして認識している。

### クスコ王国（12世紀頃-1438年）

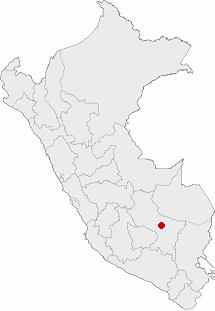
クスコの位置

ケチュア族は、12世紀頃にクスコへ移住し、インカ族として成立した。これを始めとして、以降インカは中央アンデスだけでなく、コロンビア南部からチリ中部に至るまで南北4000㎞に達する大帝国となるのである。最初のインカ族の統治者（サパ・インカ）であるマンコ・カパックの指揮の下、彼らはクスコ（ケチュア語：Qusqu'Qosqo）に小規模の都市国家を築いた。彼と続く7人のサパ・インカの在位期間は明確でないが、1250年から1438年頃までと想定されている。インカ帝国が成立する前の当地の文明は文字による記録を全く残していないため、インカは、どこからともなく出現したように見えるが、あくまで当地の過去を踏まえて成立したものである。彼らは先行する文化（ワリ帝国、中期ホライズン）から、建築様式、陶器、統治機関などを借用していた。

### タワンティンスウユ（1438年-1527年）

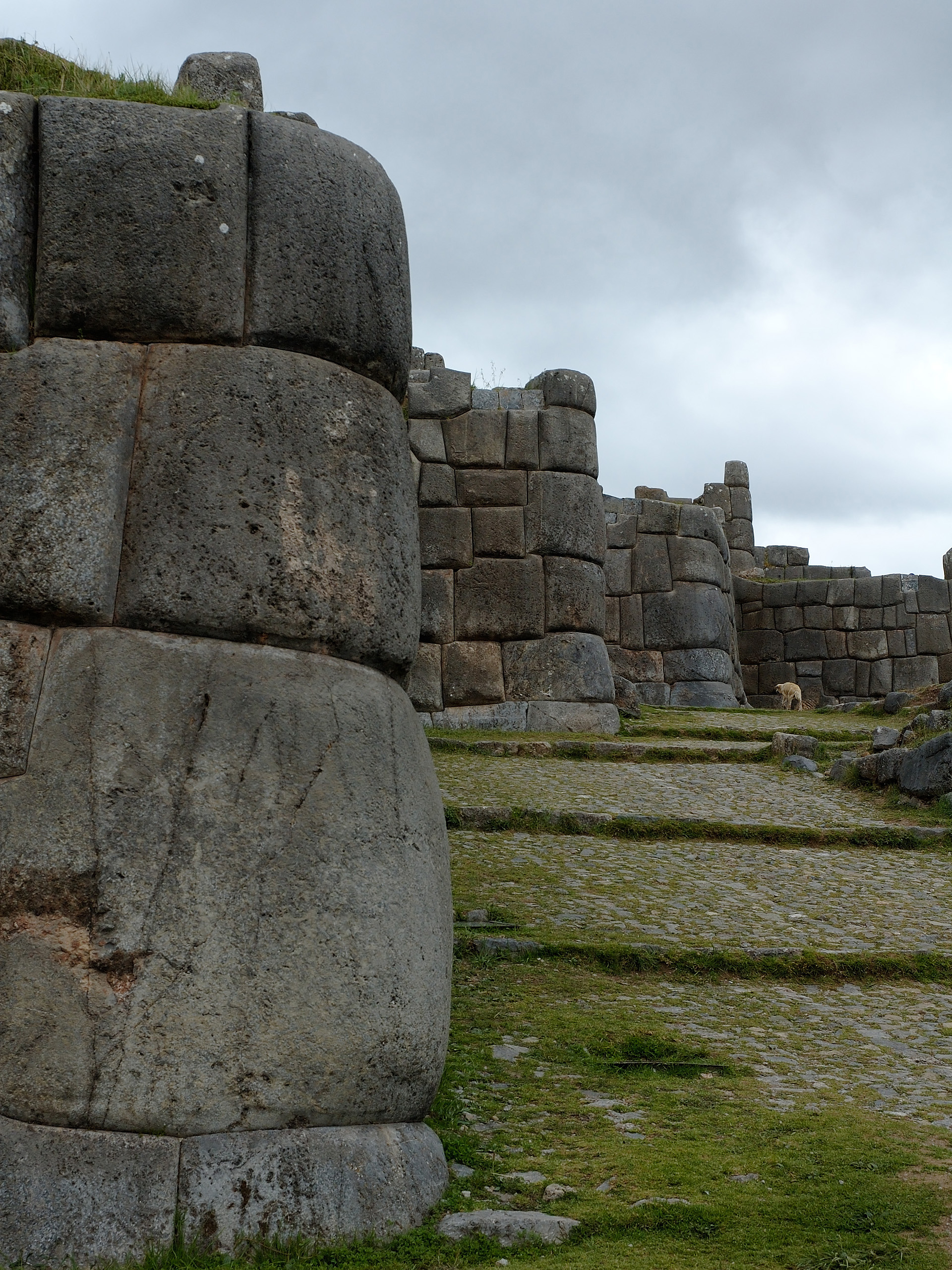
クスコの要塞サクサイワマン

インカは中央高原地帯のクスコで発生し、海岸部に広がっていった。考古学者は、標高5,300mに及ぶ高原の温帯で永久的な居住地の跡を発見した。彼らの高地における資産は、リャマ、アルパカ、ビクーニャに限定されていた。
インカによる征服の基盤は、彼らの組織であると信じられている。彼らの神の象徴は太陽神であり、官僚制度は11あった王のアイリュに所属する官僚による団体から成り立っており、家系は正皇后であるコヤとなった自らの姉妹との近親婚によって継続した。インカは平等の考えに基づいた社会であった。全ての人民が、生きるために働かねばならず、貴族ですら見本を示した。しかし数人の考古学者は、これが2つの階級からなる制度を支えるための建前にすぎなかったと信じている。その理由として官僚エリートが法を犯したときの刑罰は大して厳しくなく、このことは体制の維持のために上層階級が重要視されたことを意味した。

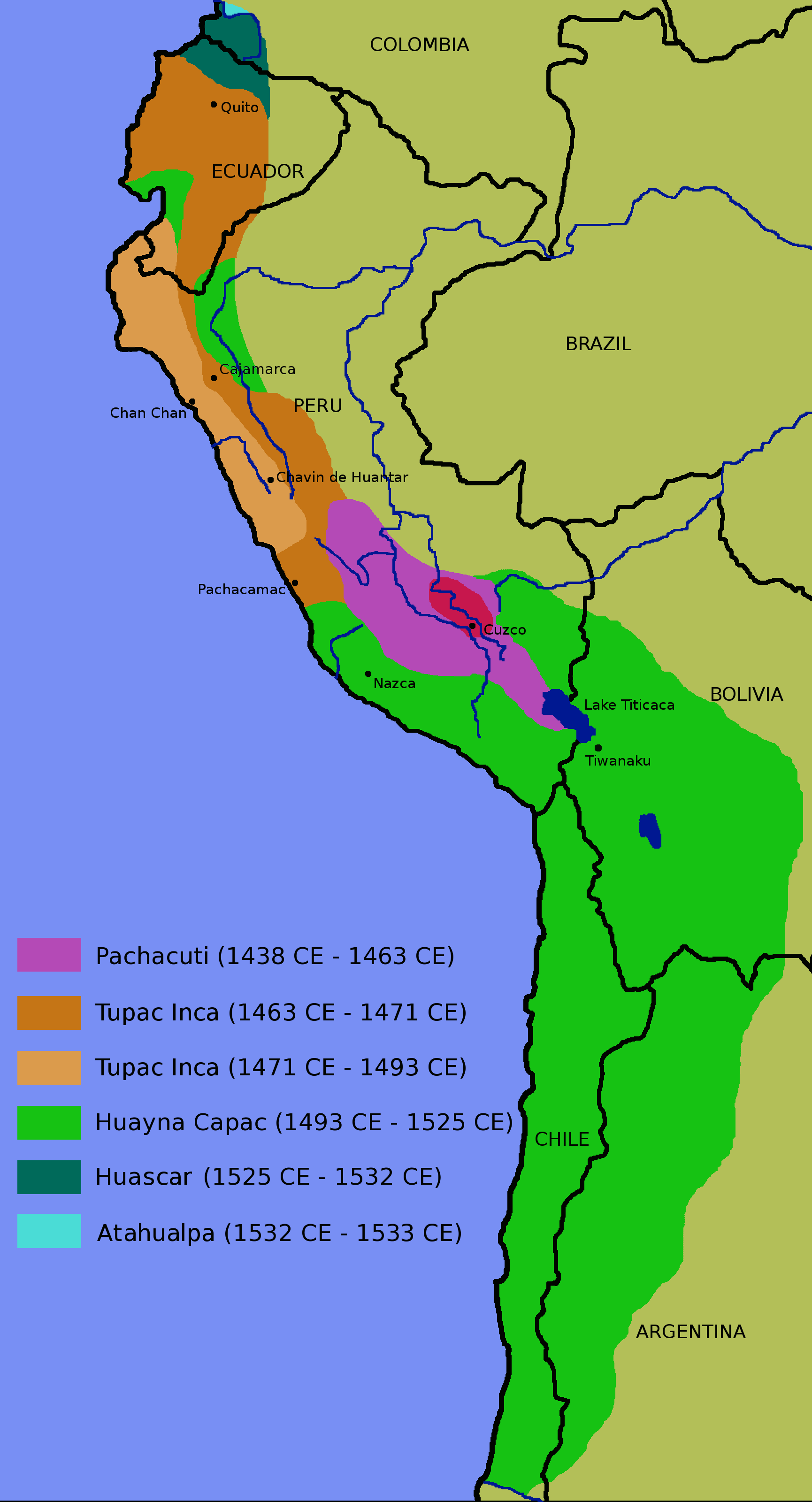
インカの拡大（1438年-1527年）

インカ帝国の拡張が始まった原因は、おそらくその気候条件の結果であろうと推定されている。パチャクテクは彼自身が選び抜いた家庭出身の指揮官を訓練した。兵卒は、木製の柄と石製又は青銅製の斧頭を備えた青銅製の戦斧、投石器、ランス、投げ槍、弓矢、皮革で覆った木製の盾、綿或いは竹製の兜、刺し子の鎧により武装した。攻略された属州においては、インカの官僚が従前の地方官僚の上に置かれた。これら官僚の子弟はクスコに人質に取られ、攻略された属州の忠誠の保証とされた。インカ帝国はケチュア語を公用語に、太陽崇拝を国教とした。また、急速な灌漑と台地栽培方式の開発により生産力を増強するために労働力を搾取し、肥料としては沿岸の島々で発見された堆積グアノを使用した。インカの社会制度は、儀式と神の名による強制により裏打ちされた厳格な権威主義政体を要したのだ。伝統的にインカの軍は皇子に統率されていた。
パチャクテクは彼の帝国に欲した地方に工作員を派遣し、政治組織、軍事力及び資源に関する報告を得た後、その地の指導者に宛て、彼らがインカに従属する指導者として富裕となることを約束すること、高品位の織物などの高級品を贈ること、そして彼の帝国に加わることの利を強調した手紙を送った。多くの場合彼らは、インカの統治を既成事実として受け入れ平和裡に従った。各指導者の子弟はインカの統治制度について学ぶためクスコに集められ、その後故郷に戻って指導者となった。これによりサパ・インカは、それまでの指導者の子弟にインカの高貴性を吹き込むとともに、運がよければ、帝国内の様々な地方の家族出身の彼らの娘と結婚することとなった。

#### チチカカ湖地方の征服・アイマラ諸王国とコジャ王国
1438年、彼らはサパ・インカ（最上位の王）パチャクテク・クシ・ユパンキ（パチャクテクとは世界を震撼させる者、世界を造り変える者の意）の命令下、壮大な遠征による拡大を始めた。パチャクテクという名は、現代のアプリマク県にいたチャンカ族を征服した後に与えられたものである。パチャクテクの在位中、彼と彼の息子トゥパック・インカ・ユパンキは、アンデス山脈のほぼ全て（おおよそ現代のペルーとエクアドルに当たる）を制圧した。
1445年、第9代パチャクテクは、チチカカ湖地方の征服を始めた。

#### 北征・チムー王国の征服

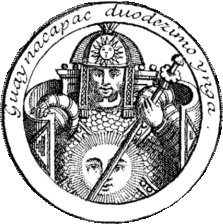
ワイナ・カパック

パチャクテクの皇子であったトゥパック・インカ・ユパンキは1463年北征を始め、1471年パチャクテクが死亡してからはサパ・インカとして征服事業を継続した。彼の手になった征服中、最も重要であったのはペルー海岸を巡る唯一の真の敵であったチムー王国に対するそれであった。トゥパック・インカ・ユパンキの帝国は、現エクアドル、現コロンビアにまで及ぶほど北に伸長した。彼は既存の文化、特にチムー文化の様式を、発展させ取り入れた。
トゥパック・インカ・ユパンキの皇子であったワイナ・カパックは、現エクアドルとペルーの一部に当たる北部にわずかな領土を付け加えた。

#### 南征・マプチェ族の抵抗
帝国の南進は、マプチェ族による大規模な抵抗に遭ったマウレの戦いの後に停止した。最盛期のインカ帝国の領域は、ペルー、ボリビア、エクアドルの大部分、マウレ川以北のチリの広大な部分を含み、また、アルゼンチン、コロンビアの一角にまで及んでいた。しかし、帝国南部の大部分（コジャ・スウユと命名された地方）は砂漠（アタカマ砂漠、アタカマ塩原など）による不毛地帯であった。

#### 国家の再編とその構成・四つの邦

『インカの失われた都』マチュ・ピチュの風景

パチャクテクは、クスコ王国を新帝国「四つの邦（スウユ）」（タワンティンスウユ、インカ帝国の正式名称）に再編した。タワンティンスウユは、中央政府及びその長であるサパ・インカと、強力な指導者に率いられる4つの属州（北西のチンチャイ・スウユ、北東のアンティ・スウユ、南西のクンティ・スウユ、南東のコジャ・スウユ）とから成り立つ連邦制であった。
パチャクテクはまた、根拠地或いは避暑地としてマチュ・ピチュを建設したと考えられている。マチュ・ピチュについては一方で農業試験場として建設されたとする見解も存在する。

### 内戦とスペインによる征服
天然痘はスペイン人の侵略者たちが最初に帝国に達するより前にコロンビアから急速に伝染した。おそらくは効率的なインカ道により伝染（波及）が容易になったものである。天然痘はわずか数年間でインカ帝国人口の60パーセントから94パーセントを死に至らしめ、人口の大幅な減少を引き起こした。

#### コンキスタドールの到来
スペインのコンキスタドール（征服者）たちは、フランシスコ・ピサロ兄弟に率いられパナマから南下し、1526年にインカ帝国の領土に達した。1527年、皇帝ワイナ・カパックが死去。彼らが大いなる財宝の可能性に満ちた富裕な土地に達したのは明確であったので、ピサロは1529年の遠征の後に一旦スペインに帰国し、その領域の征服と副王就任にかかわる国王の認可を当時のスペイン国王から得た。

#### インカ帝国内戦（1529年-1532年）

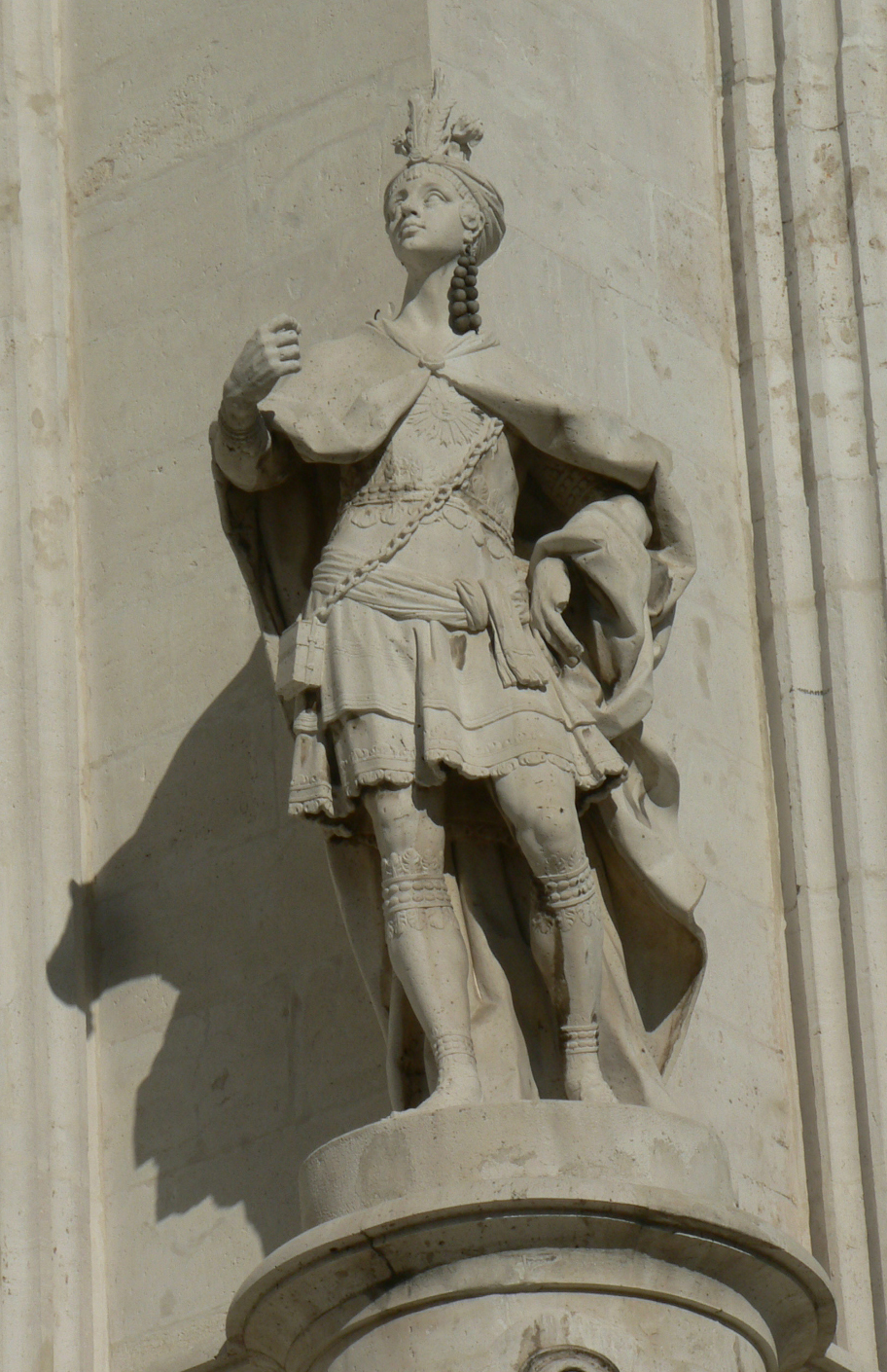
皇帝アタワルパの像
（マドリード）

インカ帝国の拡張

ワイナ・カパックの二人の息子たちであるクスコのワスカルとキトの北インカ帝国皇帝アタワルパとの間で、内戦（1529年-1532年）が起こった。内戦が発生した原因は未だに分かっていない。

#### スペインによる征服

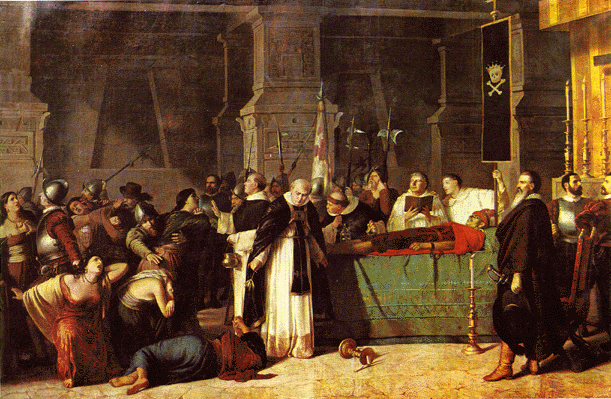
インカの帝国の征服における主要な出来事の一つ、1533年8月29日、最後のサパ・インカアタワルパの死。

1532年にスペインのコンキスタドール（征服者）がペルーに戻ってきたとき、インカ帝国はかなり弱体化していた。その原因としては、インカ帝国内戦が勃発したことや新たに征服された領土内に不安が広がったことが挙げられるが、それ以上に中央アメリカから広まった天然痘の影響が大きかったと考えられる。コンキスタドールは身長こそ少し高かったものの、インカには確かに途方もない高地に順応しているという利点があった。ピサロ隊の兵力は、わずか168名の兵士と大砲1門、馬27頭と決して抜きんでたものではなかった。そのため、万一、自隊を簡単に壊滅できそうな敵に遭遇したら、その場をどのように切り抜けるかをピサロはいつも説いていた。完全に武装されたピサロの騎兵は、技術面ではインカ軍に大きく勝るものであった。アンデス山脈では、敵を圧倒するために大人数の兵士を敵地に送り込む攻城戦のような戦闘が伝統的な戦法であったが、兵士の多くは士気の低い徴集兵であった。一方、スペイン人はすでに近代以前に「鉄砲」（アーキバス）などの優れた兵器を開発しており、イベリア半島で何世紀にもわたるムーア人との戦いを経験し、さまざまな戦術を身につけていた。このようにスペイン人は戦術的にも物質的にも優位であったうえに、インカによる自領の統治を断ち切ろうとする何万もの同盟者を現地で獲得していた。
最初の交戦は、現代のエクアドル、グアヤキル近郊の島で1531年4月に始まったプナの戦いであった。その後ピサロは、1532年7月にピウラを建設した。エルナンド・デ・ソトは内陸部の探検のために送り出され、兄との内戦に勝利し8万人の兵とともにカハマルカで休息中の皇帝アタワルパとの会見への招待状を携え帰還した。
ピサロとビセンテ・デ・バルベルデ神父らの随行者は、少数の供しか連れていなかった皇帝アタワルパとの会見に臨んだ。バルベルデ神父は通訳を通し、皇帝と帝国のカルロス1世への服従とキリスト教への改宗とを要求した投降勧告状(requerimiento)を読み上げた。言語障壁と拙い通訳のため、アタワルパは神父によるキリスト教の説明に幾分困惑し、使節の意図を完全に理解できてはいなかったと言われている。アタワルパは、ピサロの使節が提供したキリスト教信仰の教義について更に質問を試みたが、スペイン人たちは苛立ち、皇帝の随行者を攻撃、皇帝アタワルパを人質として捕らえた（アタワルパの捕縛、1532年11月16日）。
人質として捕らえられた皇帝アタワルパはスペイン人たちに、彼が幽閉されていた大部屋（エル・クアルト・デル・レスカテ）1杯分の金と2杯分の銀を提供した。ピサロはこの身代金が実現しても約束を否定し釈放を拒否した。アタワルパの幽閉中に先の内戦でアタワルパに捕らえられていた兄のワスカルが他の場所で暗殺された。スペイン人たちはこれをアタワルパの命令であったと主張、1533年7月のアタワルパ処刑に際しては、これは告訴理由の一つとなった。

### 最後のインカたち
スペイン人たちはアタワルパの弟マンコ・インカ・ユパンキ（一説に弟ではなく、下級貴族出身とも）の擁立を強行し、スペイン人たちが北部の反乱を鎮圧する戦いの間は協力関係が続いた。その間、ピサロの仲間ディエゴ・デ・アルマグロはクスコを要求した。マンコ・インカはスペイン人同士の不和を利用することを試み、1536年にクスコを回復したが、スペイン人たちに奪還された。
マンコ・インカはビルカバンバに後退し、彼とその後継者たちはそこで新しい「ビルカバンバ（Vilcabamba）のインカ帝国」（1537年 - 1572年）を更に36年間統治し、スペイン人たちへの襲撃や反乱の扇動を続けた。
こうした状況の中、伝染病が壊滅的な打撃を与えた。さらに、ヨーロッパから到来した他の病気の波により更に人口は減少した。1546年（推定）のチフス、1558年のインフルエンザと天然痘、1589年の天然痘再流行、1614年のジフテリア、1618年の麻疹、こうしてインカ文化の残滓は破壊された。1572年、インカの最後の要塞が征服され、マンコ・インカの皇子で最後の皇帝トゥパック・アマルは捕らえられ、クスコで処刑された。ここにインカ帝国の政治的権威下でのスペインによる征服への抵抗は終結した。

### 後世への影響

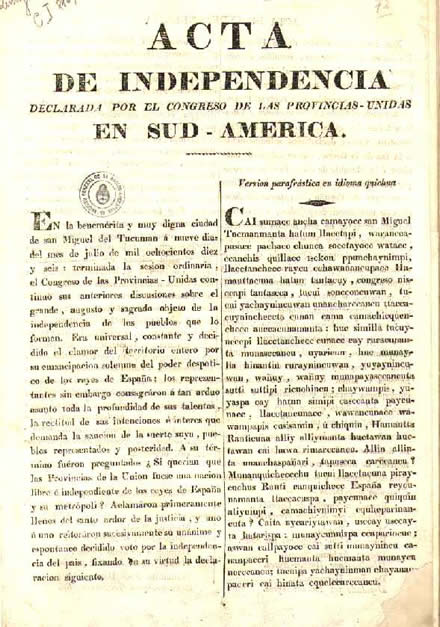
1816年7月9日に公布された南アメリカ連合州（アルゼンチン）の独立宣言は、スペイン語とケチュア語で記されている。

インカ帝国が倒れた後、新たなスペイン人の統治者たちはインカ帝国に住む人々に厳しい苛政をしくとともに、インカ帝国の伝統を抑圧した。洗練された営農組織を含むインカ文化の多くの分野が組織的に破壊された。スペイン人たちは人民を死に至るまで酷使するためにインカのミタ制（労役）を利用した。各家族から1人が徴用され、ポトシの巨大な銀山に代表される金銀山で働かされた。
インカ帝国は滅ぼされた後も、様々な影響を後世に残した。インカ皇族とスペイン人のメスティーソだったインカ・ガルシラーソ・デ・ラ・ベーガは17世紀に『インカ皇統記』（1609年）を著したが、この中で理想化されたインカのイメージは18世紀になってから「インカ・ナショナリズム」と呼ばれる運動の源泉となった。「インカ・ナショナリズム」はインディオのみならず、クリオージョ支配層にも共有されて様々な反乱の原動力となり、その中で最大のものとなったのが、1780年のトゥパク・アマルー2世の反乱（1780年 - 1782年）だった。
南アメリカがスペインから独立する19世紀初頭には、ベネズエラの独立指導者のフランシスコ・デ・ミランダやアルゼンチンの独立指導者のマヌエル・ベルグラーノらにはインカ帝国は新しい国家の立ち返るべき地点の一つと見なされた。特にベルグラーノが主要な役割を果たした1816年9月7日のトゥクマン議会では、新たに独立する南アメリカ連合州でのインカ皇帝の復古、ケチュア語とアイマラ語の公用語化などがスペイン語とケチュア語で書かれた独立宣言に盛り込まれたが、実際にはこのような政策は実現には至らなかった。
独立後のペルーにおいても、現実に存在するインディオが様々な人種主義的被害を受けたのに対し、既に滅びたインカ帝国は理想視され、国民的なアイデンティティの基盤となった。インカは今でもペルーの国民的な飲料インカ・コーラなどにその名を留めている。

## 住民

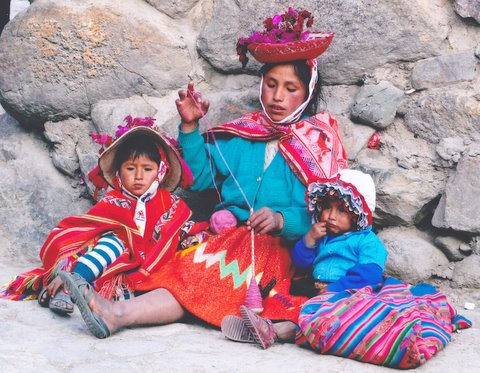
ケチュアの女性と娘達

インカ帝国はケチュア語を公用語に、太陽崇拝（→インティ、五月の太陽）を国教とした。

## 民族

### 言語
公用語はケチュア語であり、積極的に普及がはかられた。しかし、文字文化を持たなかった（かつては文字を持っていたが、迷信的理由により廃止したという説もある）。そのため、口頭伝承がインカ帝国崩壊後に布教のために入ってきたスペイン人修道士による記録（年代記）の形でわずかに残されているにすぎず、不明確な部分もあり、今後の研究が待たれる所もある。文字の代わりとして、キープと呼ばれる結び縄による数字表記が存在し、これで暦法や納税などの記録を行った。近年になって、このキープが言語情報を含んでいる事が研究によって明らかにされている。

## 政治

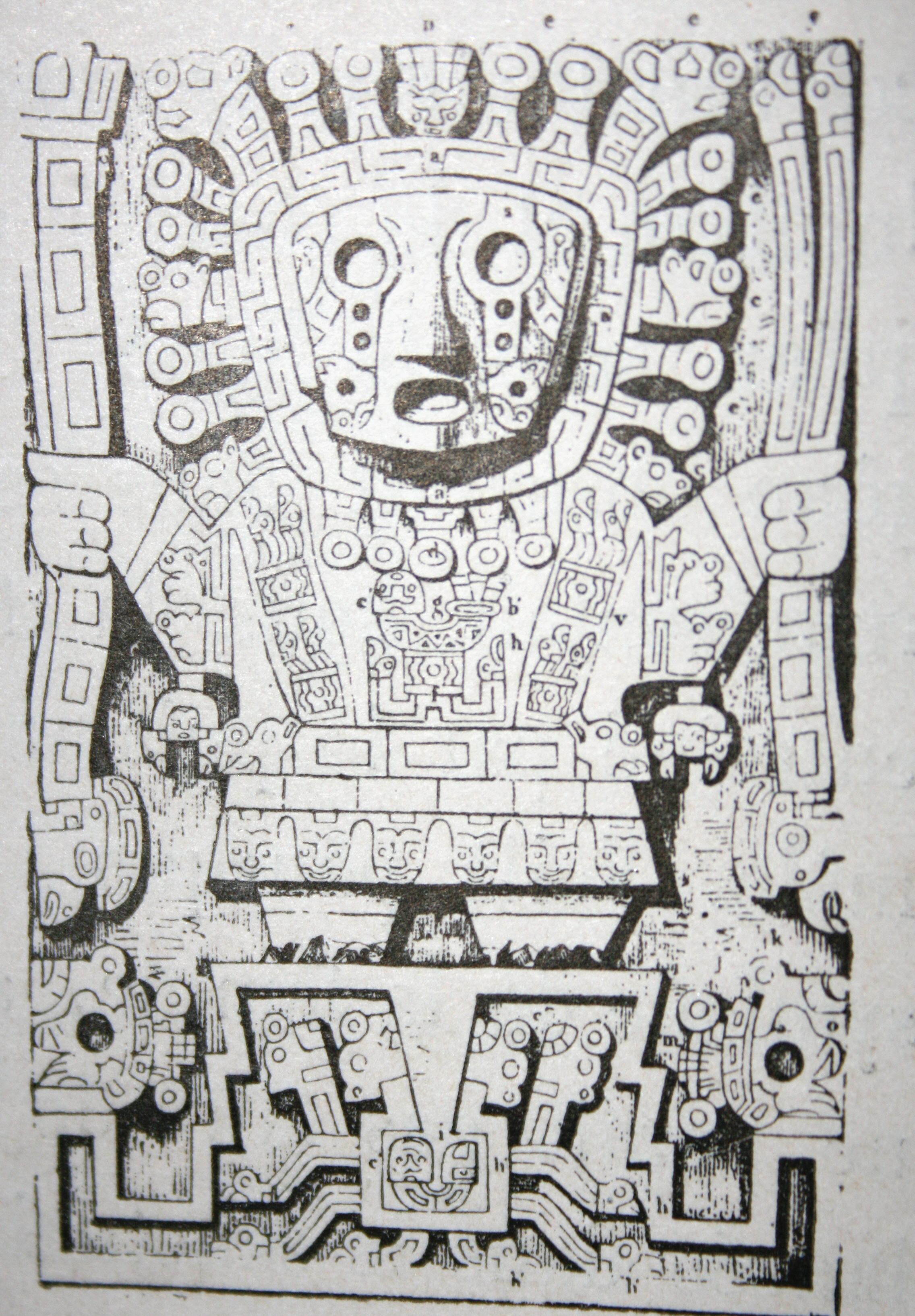
ビラコチャはインカ神話に出現する創造神

インカ帝国は、多言語、多文化、多民族の継ぎ接ぎによって成立していた。帝国の各構成要素は、均一であった訳ではなく、地方の各文化は、完全に統合されていたのでもなかった。政体は君主制であり、近親結婚によって生まれた一族による世襲政治である。これは彼らの宗教観から、広く交雑する事で、皇族の血筋が汚されると考えたためである。「サパ・インカ（皇帝）」は太陽神インティの化身としても考えられ、当時の官僚は、同時に神官でもあった。臣下が王に謁見するとき、王を直接見ることは禁じられていた。
インカ帝国は4つのスウユ（州）に区分されていた。各スウユはいくつかのワマン(県)に、ワマンは1万人の集団ウニュ（村）に分かれていた。ウニュ（村）の長にはインカ帝国が成立する前からの支配者階級が、スウユ（州）やワマン（県）の長にはインカの血をひく上級貴族が任命され、あわせてインカの貴族階級（クラカ）を形成した。
行政は入れ子状の階層構造になっており、王の側近には秘書、筆頭会計、出納係がいて財産を管理し、各地方にも会計係と出納係が置かれた。インカ帝国ではキープと呼ばれる縄の道具を記録や行政管理に用いていた。キープは色や太さが異なる紐を結んで作られ、色や結び目によって数を表現した。キープは10進法で位取りも行われており、帳簿に数字を記録することと同様の機能を持った。農産物・家畜・人口・納税記録などの情報はキープによって記録され、キープカマヨック（キープ保持者）と呼ばれる官僚が管理した。計算にはユパナと呼ばれる道具が使われ、ユパナで集計した結果をキープに保存した。
地方組織とは別に、男女の社会集団が存在した。男性には、ヤナコーナと呼ばれる集団があり、耕作や雑用のため世襲的にインカに仕えた。女性には、アクリャコーナやママコーナと呼ばれる集団があり、容貌の美しいものを徴用して作られた。アクリャコーナは各地の館にかこわれ、チチャや織物を作ることに従事した。ヤナコーナやアクリャコーナはアイリュに属さず、中央政府の監督を受けた。
それ以外に、鉱山労働や道路の建設などの労役が若干あった。この労役制度はミタ制と呼ばれる。この労役の成果の一つとして、チャスキと呼ばれる飛脚による通信網を確立させ、広大な領土を中央集権により統治していた。なお、この通信網の名残として、チャスキという言葉はアンデスのいくつかの場所の地名としていまも残っている。日本で言うところの「宿」のようなものである。

## 経済

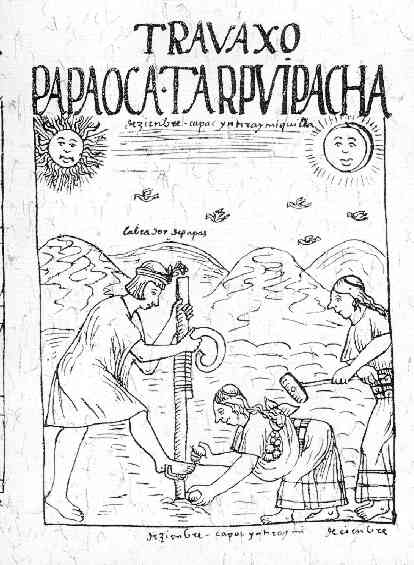
インカ帝国の農業風景

広漠とした平野は降雨量が少なく農耕に適さないために住む者も稀であったが、高原地帯は海から吹き上げる風によって雲が形成され霧雨が降るため、湿潤な環境となり農耕に適した。このような気候条件から、今日でも驚異的な高山都市を形成するに至った。標高差を利用して多様な物資を調達することはインカ帝国の成立以前から行われており、垂直統御とも呼ばれる。
海に面した急勾配の土地を利用して段々畑を作り、トマトやトウガラシは低い土地に、寒冷地を好むジャガイモは高地にと、高度に応じた農作物の多品種生産を行っていた。ジャガイモやトウモロコシを主な作物とする農耕と、リャマやアルパカによる牧畜が行われていた。また、“クイッ、クイッ”と鳴くことから「クイ」と呼ばれたテンジクネズミも食用として広く民衆によって飼育されていた。
土地・鉱山・家畜などすべての生産手段は共同体に帰属し、貴族ですら私有を認められなかった。この共同体をアイリュと呼ぶ。アイリュの土地はインカ皇帝・太陽神・人民の3つに分割され、インカ皇帝と太陽神の土地に対する労働を行わせ、その生産物を徴収する形態で徴税が行われた。こうして集められた生産物は再分配され、寡婦・老人・孤児などに支給されたり飢饉などの非常時に放出された。この体制は社会主義にも類似したものであった。また、アイリュの中にはアイニ（Ayni）と呼ばれる相互扶助的な仕組みもあった。
インカ帝国全体としては、高級品と労働力に対する課税と交換とに基づく経済が存在した。課税方法については、「周知の通り、高地においても平地においても、収税吏に課税された貢納物を支払うことに失敗した村はなかった。住民が貢納物の支払いを肯んじなかった場合、4か月毎に生きているシラミで満たされた大きな羽根を支払うべきであるとの命令をした州さえ存在した。これは貢納物の支払いに関し、教示し馴致させるインカの手法を示している。」という説明がなされている。
貨幣は用いられておらず、物々交換によって経済活動を行なっていた。北部のペルーやエクアドルにあたる地域では、ビーズ、ボタン状の金、銅製の斧の3種類の貨幣が用いられていたが、インカの正式な制度には採用されなかった。

## 宗教

### 創造神話
インカには様々な創造神話が存在した。
ビラコチャ伝説

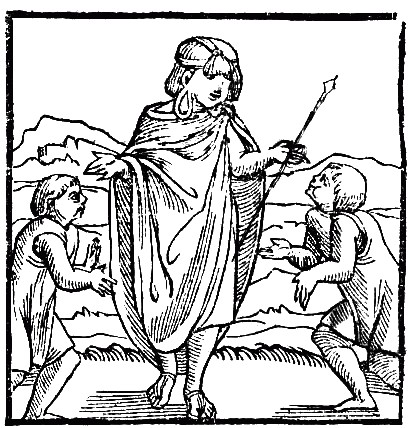
ヨーロッパにおける最初のインカのイメージ（1553年）

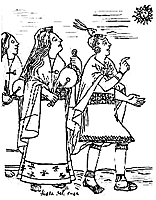
マンコ・カパック、ママ・オクリョとインティの息子

ビラコチャ伝説では次のとおりである。ビラコチャは、村を建設するためにクスコに近いパカリ・タンプ (Paqariq Tanpu) という所で暮らしていた4人の息子（マンコ・カパック（Manqu Qhapaq：ケチュア語で素晴らしい基礎）、アヤ・アンカ(Ayar Anca)、アヤ・カチ(Ayar Kachi)、アヤ・ウチュ(Ayar Uchu)）と4人の娘（ママ・オクリョ(Mama Ocllo)、ママ・ワコ(Mama Waqu)、ママ・ラウア(Mama Rawa)、ママ・クラ(Mama Cura)）（彼らはアヤル兄弟として知られている）を送り出し、旅の途中にマンコとママ・オクリョの間に生まれたシンチ・ロカが、自分たちのクスコの谷に仲間を導き新しい村が開かれた。また、兄弟姉妹たちはクスコの谷へ遠征しながら近隣の10の部落を併合していったとも伝えられている。この時、支配者の象徴である金の杖が父ビラコチャによりマンコ・カパックに与えられたとされるが、一説にはマンコ・カパックは兄を嫉妬と裏切りで殺してクスコの支配者になり、マンコ・カパック(Manco Capac)として知られるようになったとされる。
インティ伝説
別の起源神話であるインティ伝説では次のとおりとなる。太陽神インティがチチカカ湖の深みから出てくるよう命じると、湖の中からマンコ・カパックとママ・オクリョが生まれた。彼らは兄弟たちとともにパカリタンボ (Pacaritambo) という洞窟からこの世に遣わされたともいう。インティはタパク・ヤウリ (Tapac Yauri) と呼ばれる金の杖を与え、その杖が地面に沈む地に太陽の神殿を作るように指示した。マンコ・カパックはママ・オクリョたちとともにクスコの町を建設するために地下の道を通って北上し、クスコで父インティを讃える神殿を建設した。クスコへの旅の途中、何人かの兄弟は石になり、偶像（ワカ : Huaca）になった。彼らは、クスコ下王朝（クスコ王国第1王朝）を打ち立てた。
その他伝説
また、別の説では太陽神インティが地上の野蛮な生活ぶりを哀れんだために息子と娘を地上へ使わしたが、チチカカ湖に降り立った後、金の笏を投げるとクスコ盆地のワナカウリの丘で地中深くに沈んだ。そこで兄妹二人でインティの言葉に従い、クスコに都を築いて周辺の未開な人々に文化を与えてインカ帝国の礎を築く事になったとしており、兄の名前がマンコ・カパック、妹の名前がママ・オクリョ・ワコであった。
マンコ・カパックとママ・オクリョはチチカカ湖にある太陽の島(Isla del sol)に現れたとも、湖の彼方からやってきたとも、天から降り立ったともいわれる。さらにママ・オクリョは太陽の島ではなく隣の月の島(Isla de la luna)に現れたともいわれる。マンコ・カパックは天の神パチャカマック(Pachacamac)の兄弟ともされる。
複数の伝承の矛盾に気づかせないために、庶民はビラコチャの名を口にすることが禁じられていたといわれる。これらの神話は、スペイン人の植民者により記録されるまで口伝で継承されたと考えられているが、キープに記録していたのではないかと考える研究者もいる。
なお、伝承に残っているインカ帝国の王（皇帝）のうち、この初代のマンコ・カパックだけは実在しない人物であるという説もある。

### ミイラ信仰
インカ帝国が西海岸部の砂漠地帯を領土に取り込んだ際、現地にあったミイラ信仰をとりこんだ。歴代の皇帝はこれを人心掌握や権威の保持など、政治的に利用した。例えば、インカがアマゾンに接した地域を征服する際、その地域ではそれまでは崖の中腹にある穴に先祖の骨を置いて墓としていたが、インカはそれらの骨を打ち捨てて代わりに布を巻いたミイラを崖に安置するようにした。こうして半ば強引に征服地の民衆の心の拠り所をインカの中央政権に刷りかえさせたのだった。また、歴代皇帝は死後ミイラにされて権威が保たれ、皇帝に仕えていた者達はそのミイラを生前と同じように世話をすることで領土や財産を保持した。これは即ち、次の皇帝は前の皇帝から遺産を相続できないということであり、結果、即位した新しい皇帝は自分の財産を得るために領土拡張のための遠征を行わざるを得なかった。代を重ねるにつれ死者皇帝が現皇帝の権威を凌ぐようになり、必然的に各々のミイラに仕える者達の権力も増大。それに対抗するため12代目の皇帝が、それまでの全ての皇帝のミイラの埋葬と、そのミイラとそれに仕える者達の所領や財産の没収を企て、それが内乱へと発展。その混乱の最中にスペインの侵攻があり滅亡した。

## 文化

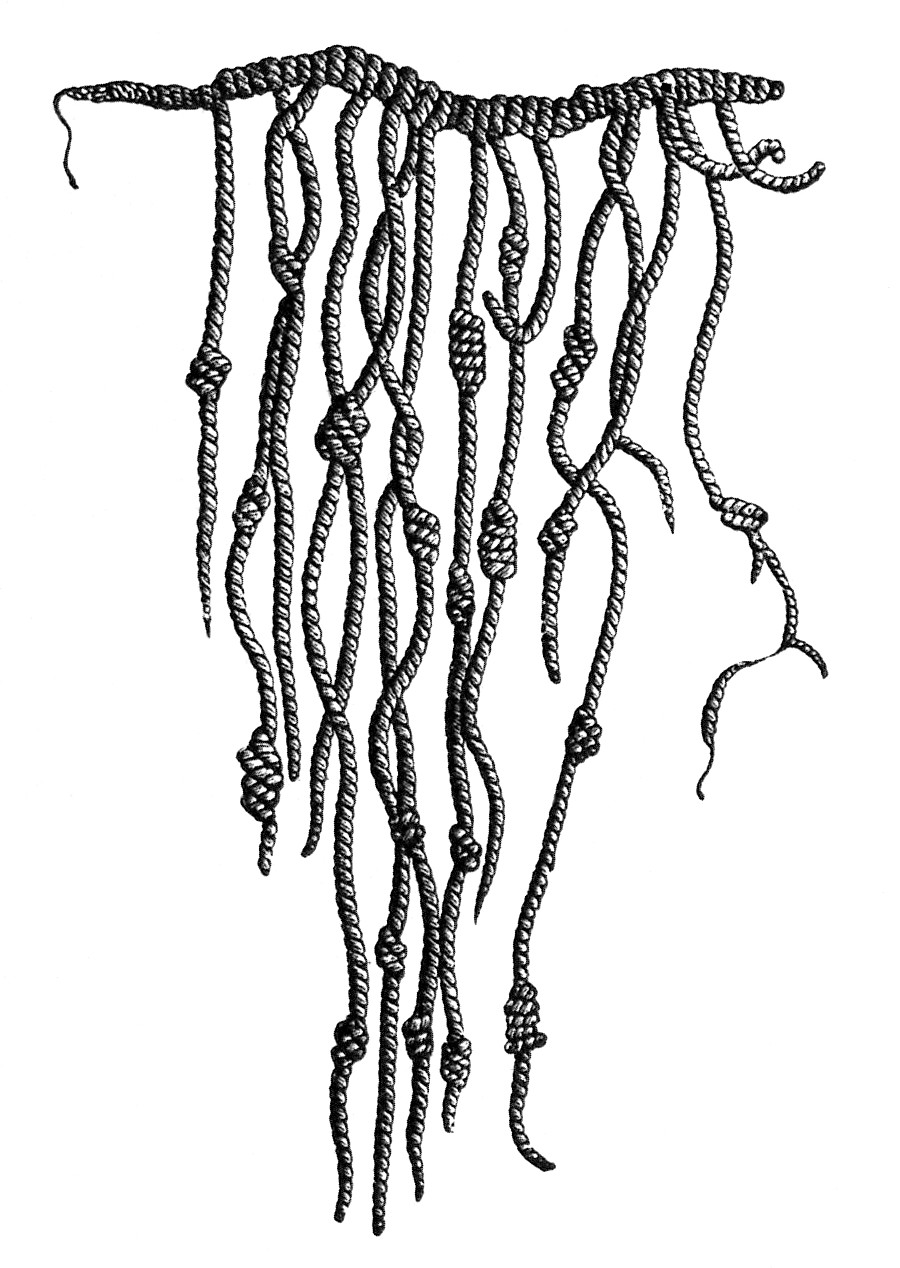
キープ

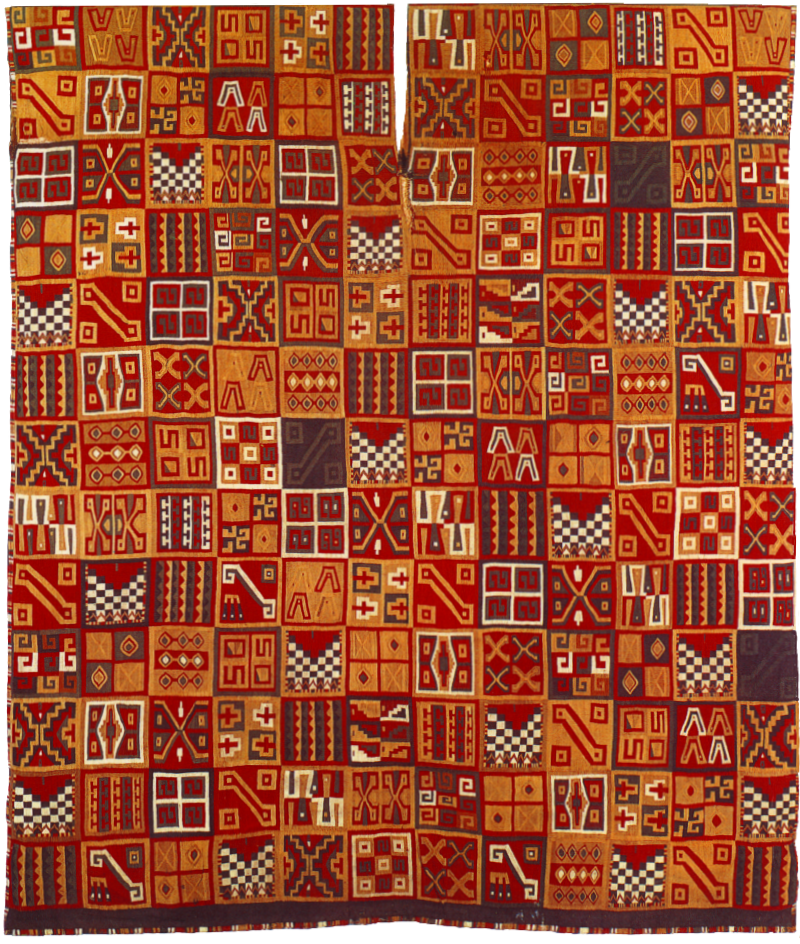
インカの上着

「知識は庶民のためのものではない」という考えのもと、いわゆる文化活動は貴族階級だけに許された。一般庶民はそれぞれの役務に必要なことだけを教えられ、それ以上を知ろうとすることは禁止されていた。手工業などの技術も貴族によって独占されていた。すなわち貴族が職人として労働に従事していたことになる。

### 建築

インカ道路網。最大勢力時は北端がキト、南端がサンディエゴまで通じていた。黒線が山側の主要路線、
赤線がCOST SIDE。

彼らは神殿、要塞、優れた道路を建設した。峻厳な山脈地帯に広がった国土を維持するため、王は国中の谷に吊り橋を掛け、道路を作った。その道路（インカ道路網）は北部のキトからチリ中部のタルカに至るまで5,230kmにも達した。急峻な地形であるために人力もしくは家畜（偶蹄目）によって物資を輸送するしかなく、車輪を用いた運搬手段は発明されなかった。また野生馬を飼いならし、人や物資の運搬に用いることはなかった。1トポ（約7km）毎に里程、約19km毎にタンボ（宿駅）が、サパ・インカと随行者のために設置されていた。チャスキ（飛脚）が約8km毎に設置され、1日あたり約240kmの割合で緊急連絡をリレーした。口頭による緊急連絡は、おそらく数に基づく符号を含むキープ（結縄）により補われた。これらはヨーロッパで古くに使用されていた割符と同等の物であった。この道路網は帝国の維持に必要であったが、皮肉なことにスペインによる征服をより容易にした。
道中のタンボには、食物の備蓄庫も置かれた。収穫された農作物は税として備蓄庫に徴収され、集められた備蓄食料は惜しみも無く民に放出された。この結果、インカはその豊満な食料を求めた人達の心を掴んで僅か3代50年で広大な国土を得ることが出来た。この平等な徴収及び分配活動も、スペイン人が食料の補給に困ることなくインカを侵略できてしまった結果を生んだ。

### 美術・工芸
金属加工
ヨーロッパの技術が伝わるよりも前から、プレ・インカ時代の伝統を受け継いで金やトゥンバガ（金と銀・銅あるいは錫の合金）を精錬する技術を持っていた。いわゆるインカ帝国の金製品は実は合金製であり、そのためヨーロッパ人の侵略により、その大部分が溶かされて純金の延べ板にされてしまった（ワッケーロも参照）。一方、鞴を用いた高温の炉を作れず、鉄の製錬技術は無かった。鉄器と火器を持たなかったことは、スペインによる征服を容易にした。　　
陶芸
また、幾何学文様が描かれた長頸の尖底土器が特徴で、チャビン文化などプレ・インカ時代の土器や織物のように蛇、コンドル、ピューマなどの動物をモチーフにしたものは少ない。

### 食文化

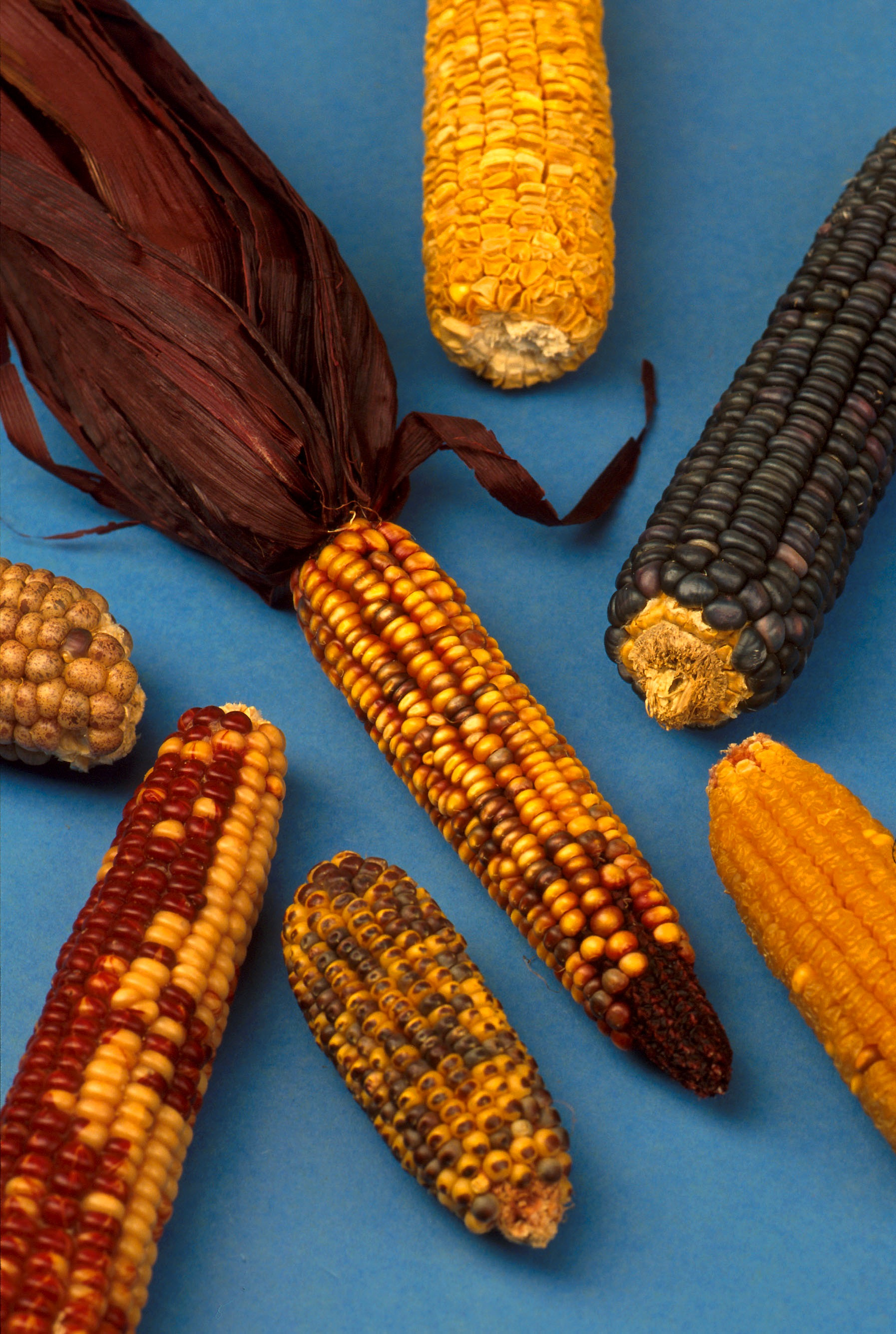
アンデスのトウモロコシ

## 脚注

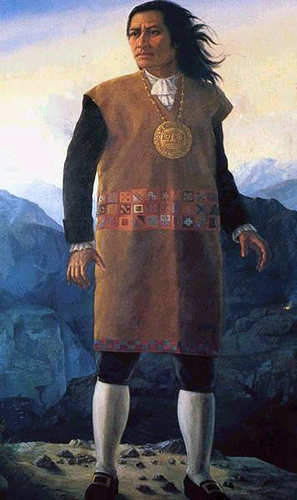
トゥパク・アマル2世
最後の皇帝トゥパク・アマルの末裔と自称した